# Наровлянский завод гидроаппаратуры
ОАО «Наровлянский завод гидроаппаратуры» — предприятие по производству рукавов высокого давления (РДВ), поставляемых на Минский тракторный завод, его дочернее предприятие. Основан в 1976 году. Наряду с кондитерской фабрикой «Красный Мозырянин» одно из градообразующих предприятий города Наровля Гомельской области Белоруссии. Входит в состав холдинга «МТЗ-ХОЛДИНГ».

## История
Основан в 1976 году приказом Министра станкостроительной и инструментальной промышленности СССР, проект завода был разработан Калужским отделением «ГипроНИИМаш» Минстанкопрома под руководством главного инженера проектов Сенатова В. В., в январе 1977 года в эксплуатацию сданы первые производственные площади с объёмом выпускаемой продукции 500 тыс. рублей в год., директором завода назначен Милевский С. И., первая продукция выпущена в феврале 1977 года — партия складных зонтов ДЖС 8 в количестве 250 шт.
После распада СССР завод сохранился благодаря включению в состав ПО «Минский тракторный завод», в 2014 году вошло как дочернее общество в созданный «МТЗ-Холдинг».
К первоначальной продукции — товарам народного потребления, в основном зонтов, а также воздушных фильтров, в 2009 году организовано производство рукавов высокого давления.
На 2010 год среднесписочная численность работников предприятия составляла 208 человек.
На 2017 год большинство работников занято пошивом спецодежды — только перчаток и рукавиц ежемесячно отправляют на МТЗ до 85 тысяч пар.
Производство РДВ для тракторов не высокотехнологично, износ оборудования — до 70 %, детали вытачивают по старинке и 60 % материала идет в стружку. Завод полностью зависит от «материнского» МТЗ — оттуда идут основные заказы, рынки сбыта ограничены, наровлянская гидроаппаратура убыточна, и по сути, такие же детали для белорусских тракторов можно дешевле купить в Китае, но МТЗ поддерживает, хоть и не прибыльное, но импортозамещение.

В цехах с советских времен, кажется, мало что изменилось. На информационном стенде — призывы работать усердно, фамилии передовиков и табель с оценкой труда. Само производство уникальным или высокотехнологичным, конечно, не назовешь. Износ оборудования здесь — до 70 %. В станки заправляется сталь, и машина автоматически вытачивает гайки. — Автоматы все точат, пара человек бродит и смотрит, что да как, — объясняет нехитрый процесс производства директор. Готовые детали соединяют и отправляют в конечный цех на второй этаж. Там готовые стальные детали вставляют в резиновый шланг и закрепляют прессом. Так и получается рукав высокого давления.
— 2015 год

## Продукция
На 2018 год продукция завода — спецодежда, сумки ЗИПа, рукавицы, постельное бельё, а также рукава высокого давления (РДВ) и воздушные фильтры поставляемые на Минский тракторный завод.